# Mariglianella
Mariglianella is een Italiaanse gemeente, onderdeel van de metropolitane stad Napels, wat voor 2015 nog de provincie Napels was (regio Campanië) en telt 7908 inwoners (2019). De oppervlakte bedraagt 3,2 km², de bevolkingsdichtheid is 2100 inwoners per km².
Het Spaanse A Coruña is zusterstad van Mariglianella.

## Demografie
Mariglianella telt ongeveer 2060 huishoudens. Het aantal inwoners steeg in de periode 1991-2001 met 14,9% volgens cijfers uit de tienjaarlijkse volkstellingen van ISTAT.
| Jaar | Inwoneraantal |
| ---- | ------------- |
| 1991 | 5393          |
| 2001 | 6199          |

## Geografie
Mariglianella grenst aan de volgende gemeenten: Brusciano, Marigliano.
Acerra · Afragola · Agerola · Anacapri · Arzano · Bacoli · Barano d'Ischia · Boscoreale · Boscotrecase · Brusciano · Caivano · Calvizzano · Camposano · Capri · Carbonara di Nola · Cardito · Casalnuovo di Napoli · Casamarciano · Casamicciola Terme · Casandrino · Casavatore · Casola di Napoli · Casoria · Castellammare di Stabia · Castello di Cisterna · Cercola · Cicciano · Cimitile · Comiziano · Crispano · Ercolano · Forio · Frattamaggiore · Frattaminore · Giugliano in Campania · Gragnano · Grumo Nevano · Ischia · Lacco Ameno · Lettere · Liveri · Marano di Napoli · Mariglianella · Marigliano · Massa Lubrense · Massa di Somma · Melito di Napoli · Meta · Monte di Procida · Mugnano di Napoli · Napels (Napoli) · Nola · Ottaviano · Palma Campania · Piano di Sorrento · Pimonte · Poggiomarino · Pollena Trocchia · Pomigliano d'Arco · Pompeï (Pompei) · Portici · Pozzuoli · Procida · Qualiano · Quarto · Roccarainola · San Gennaro Vesuviano · San Giorgio a Cremano · San Giuseppe Vesuviano · San Paolo Bel Sito · San Sebastiano al Vesuvio · San Vitaliano · Sant'Agnello · Sant'Anastasia · Sant'Antimo · Sant'Antonio Abate · Santa Maria la Carità · Saviano · Scisciano · Serrara Fontana · Somma Vesuviana · Sorrento · Striano · Terzigno · Torre Annunziata · Torre del Greco · Trecase · Tufino · Vico Equense · Villaricca · Visciano · Volla